# Gisèle Mendy
Gisèle Mendy (19 de diciembre de 1979) es una deportista senegalesa que compitió en judo. Ganó una medalla en los Juegos Panafricanos de 2007, y tres medallas en el Campeonato Africano de Judo entre los años 2005 y 2008.

## Palmarés internacional
| Juegos Panafricanos | Juegos Panafricanos          | Juegos Panafricanos | Juegos Panafricanos |
| Año                 | Lugar                        | Medalla             | Categoría           |
| ------------------- | ---------------------------- | ------------------- | ------------------- |
| 2007                | Argel (Argelia)              | Medalla de plata    | –70 kg              |
| Campeonato Africano |                              |                     |                     |
| Año                 | Lugar                        | Medalla             | Categoría           |
| 2005                | Puerto Elizabeth (Sudáfrica) | Medalla de bronce   | –70 kg              |
| 2006                | Puerto Louis (Mauricio)      | Medalla de bronce   | –70 kg              |
| 2008                | Agadir (Marruecos)           | Medalla de plata    | –70 kg              |